# Buch (Familienname)
Buch ist ein deutscher Familienname.

## Etymologie
- Wohnstättenname zu mhd. buoche („Buche“, mhd. buoch „Buchenwald“: „wohnhaft an einer auffälligen Buche oder am Buchenwald“).
- Herkunftsname zu dem in Deutschland, Österreich und der Schweiz häufigen Ortsnamen Buch.[1]

## Familienname
- Achim Buch (* 1963), deutscher Theater- und Filmschauspieler
- Aegidius Jonas von Buch (1599–1654), Bibliothekar des Klosters St. Gallen
- Alexander von Buch (1814–1885), preußischer Gutsbesitzer und Politiker; Landrat v. Kreis Angermünde
- Alexander Buch (* 1988), deutscher Fußballspieler
- Alfred Buch (1902–nach 1954), deutscher Hochschullehrer
- Alla von Buch (* 1931), ukrainische Pianistin
- Alois Joh. Buch (* 1951), deutscher römisch-katholischer Theologe, vormaliger leitender Mitarbeiter im Kirchendienst sowie Stiftungsmanager
- Anker Buch (1940–2014), dänischer Geiger
- Bruno Buch (1883–1938), deutscher Architekt
- Claudia Maria Buch (* 1966), deutsche Volkswirtin, Hochschullehrerin und Vizepräsidentin der Deutschen Bundesbank
- Cord Buch (1954–2025), deutscher Schriftsteller
- Detlef Buch (* 1974), deutscher Offizier, Militärsoziologe und Autor
- Dietrich Sigismund von Buch (1646–1687), Kammerjunker des Kurfürsten von Brandenburg
- Dominik Buch (* 1988), deutscher Schauspieler und Musiker
- Edith Buch-Duttlinger (1933–2020), deutsche Künstlerin
- Ernst von Buch (1852–1919), preußischer Generalmajor
- Eva-Maria Buch (1921–1943), deutsche Widerstandskämpferin im Dritten Reich
- Fabian Buch (* 1990), deutscher Popsänger
- Ferdinand von Voß-Buch (1788–1871), preußischer General der Infanterie
- Franziska Buch (* 1960), deutsche Regisseurin
- Fred Buch (1935–2012), US-amerikanischer Filmschauspieler
- Friedrich von Buch (1876–1959), deutscher Generalmajor
- Friedrich Buch (1906–1992), deutscher Kommunalpolitiker und Diplomat
- Fritz Peter Buch (1894–1964), deutscher Schriftsteller, Übersetzer und Regisseur
- Georg von Buch (1856–1924), deutscher Verwaltungsbeamter, Rittergutsbesitzer und Parlamentarier
- Georg Buch (1903–1995), deutscher Politiker der SPD
- Gustav von Buch (1802–1887), Staatsminister in Sachsen-Meiningen, preußischer Generalmajor

- Hans Buch (Maler) (1889–1955), deutscher Maler und Architekt
- Hans Christoph Buch (* 1944), deutscher Schriftsteller
- Hans Robert Viktor Buch (1883–1964), finnischer Botaniker
- Hans-Walter Buch (1912–2001), deutscher Kapitän zur See
- Heinrich Wilhelm Buch (1713–1781), deutscher Advokat und Bürgermeister
- Hermann Balthasar Buch (1896–1959), SS-Scharführer
- Johann Christoph Buch (1715–1774), deutscher Jurist
- Johann Jacob Casimir Buch (1778–1851), deutscher Privatgelehrter aus Frankfurt
- Karl Fritz-Hermann Buch (1914–2010), deutscher Walzengussunternehmer
- Kristina Buch (* 1983), deutsche Künstlerin
- Leopold von Buch (Geologe) (1774–1853), deutscher Geologe
- Leopold von Buch (Verwaltungsbeamter) (1850–1927), Mitglied des Preußischen Abgeordnetenhauses
- Leopold von Buch (General) (1852–1919), preußischer Generalmajor
- Ludwig August von Buch (1801–1845), preußischer Diplomat und Gesandter
- Levin Buch (1550–1613), deutscher Rechtsgelehrter, siehe Levin Buchius
- Martin Buch (* 1968), dänischer Schauspieler, Synchronsprecher und Drehbuchautor
- Max Buch (1855–um 1935), deutscher Konsul in Spanien
- Maximilian von Buch (1837–1918), preußischer General der Infanterie
- Nahum Buch (1932–2022), israelischer Schwimmer
- Peter Buch (* 1938), deutscher Künstler
- Peter Buch (Badminton) (* ~1959), dänischer Badmintonspieler
- Reinhard Buch (* 1954), deutscher Bildhauer
- Rolf Buch (* 1965), deutscher Manager und Vorstandsvorsitzender der Vonovia
- Vera Buch (1895–1987), US-amerikanische Aktivistin und Gewerkschaftsorganisatorin
- Walter Buch (1883–1949), deutscher Jurist und verurteilter Nationalsozialist